# 谷内田太郎
谷内田 太郎（やちだ たろう、1964年 - ）は、日本の児童文学評論家。北海道生まれ。

## 経歴・人物
1997年より日本児童文学者協会会員有志による「児童文学評論研究会」に所属し活動を開始。1999年3月、日本児童教育専門学校児童文学科卒業。2014年5月、評論｢〈子どもの読書〉について――砂田弘｢どこに子どもの文学の根拠をおくか｣をめぐる考察｣　にて第6回日本児童文学者協会評論新人賞佳作を受賞。

## 作品リスト

### 単行本
- 『児童文学・21世紀を読む』（共著、児童文学評論研究会/編著、2018年8月）
- 『子どもの読書をめぐる考察――物語内体験と現実からの解釈』（単著、私家版、2020年）

### 雑誌掲載
- 「創作時評 内的なものと社会」 - 『日本児童文学』2015年9・10月号 掲載
- 「同人誌評」 - 『日本児童文学』2017年3・4月号、7・8月号、11・12月号 連載[3]
- 「創作 高学年・中学生向け作品 受難の世界とそこからの脱出」 - 『日本児童文学』2020年5・6月号 掲載
- 「創作時評」 - 『日本児童文学』2021年7-8月号、9-10月号、11-12月号 連載[4]